# 益丰洋行大楼
益丰洋行大楼（英語：Abraham Co Building）是位于中华人民共和国上海市黄浦区北京东路31-91号（或圆明园路88号）的一幢五层历史建筑，处于北京东路和圆明园路交叉口。1994年该建筑被列为第二批上海市优秀历史建筑。该建筑为益丰·外滩源项目的主体，目前作为商场使用。

## 历史
益丰洋行大楼建于1911年，由英商思九生洋行设计；建成之初主要用作办公场所和洋行的职工宿舍。在改建之前，该建筑底层开设商铺，二层及以上作为民居使用。1994年，大楼被列为第二批上海市优秀历史建筑，保护等级为Ⅲ级。

### 改建
21世纪初，益丰洋行大楼改建作为外滩源项目的一部分纳入规划。2002年，外滩源项目立项，一期工程随之启动，后者由新黄浦集团开发，包括原英国领事馆、半岛酒店、洛克·外滩源和益丰大厦四个项目。益丰大楼改建工程则于2008年动工。经过长期的使用，益丰大楼的建筑状况不容乐观：建筑基础出现了不均匀沉降，砖墙、木梁等承重结构出现了一定程度的损毁。在改建中，大楼的基础被置换，内部承重结构被拆除并更换为钢筋混凝土框架结构；除南立面1-3层局部外，建筑原有建筑的立面得到保留并用钢筋混凝土衬墙加固；建筑原有的孟莎式屋顶及先前被封堵的门洞也得以复原。同时，在大楼南侧的弄地上新建一栋地上五层、地下二层的建筑，新建筑1-3层与改建后的益丰大楼直接相连，而4-5层则通过连廊将新、老楼相连。2012年，改建工程竣工；是年5月17日，大楼以“益丰·外滩源”的名义重新开放并投入使用。目前该大楼用作商场，提供百货、餐饮等服务。

## 建筑
益丰洋行大楼位于北京东路和圆明园路路口的东南角，东临怡和洋行大楼。益丰大楼建筑面积约1万平方米，高五层，平面近似为矩形，沿北京东路布置，东西长约125米，南北宽约19米，其长度为上海同类单体建筑之最。改建前的益丰洋行采用砖木混合结构，由砖墙、钢结构和木结构共同承担建筑载荷，基础为砖砌条形基础。
益丰洋行大楼是一幢巴洛克风格的建筑，其外立面材质为清水砖，由青、红两色砖铺砌而成。建筑入口位于其西北角，入口处设有白色拱门。建筑底层采用半圆券窗，2、3层采用弧形券窗，拱券顶部皆饰以锁石；建筑顶层则采用平券窗。屋顶为孟莎式，其上设有老虎窗和三角楣饰，东北角还设有穹顶。拱门和穹顶的细部装饰体现了巴洛克风格的特点。